# Louise Johanne Leopoldine von Blumenthal
Louise Johanne Leopoldine von Blumenthal (* 16. Februar 1742 in Mesendorf; † 4. August 1808 in Berlin) war eine preußische Hofdame und Biographin.

## Leben
Leopoldine von Blumenthal, geborene von Platen, wurde als Biographin des preußischen Generals Hans Joachim von Zieten bekannt, mit dem sie vielfach verwandt und verschwägert war. Zietens Mutter und Blumenthals Großvater mütterlicherseits waren Geschwister, Zietens erste Ehefrau Leopoldine Judith von Jürgaß (1703–1756) war eine Schwester ihrer Mutter und Zietens zweite Ehefrau Hedwig von Platen (1738–1818) ihre eigene Schwester.
Wie sie im Vorwort zu ihrer Zieten-Biographie schreibt, erhielt sie in Zietens Haus unter der Leitung seiner ersten Gattin ihre früheste Erziehung. Nach ihrer Heirat lebte sie in Zietens Nähe und kehrte als Witwe zu ihm zurück. Nach Zietens Tod 1786 trat sie als Oberhofmeisterin in den Dienst der „Prinzessin Heinrich“ von Preußen (d. i. Wilhelmine von Hessen-Kassel, Ehefrau des Prinzen Heinrich von Preußen, Bruder Friedrichs des Großen), von der sie außerordentlich geschätzt wurde. Sie starb am 4. August 1808.
Der am 11. November 1758 geschlossenen Ehe mit Friedrich von Blumenthal (1714–1772) entstammte ein Sohn, Hans von Blumenthal (1759–1823).

## Werke
- Lebensbeschreibung Hans Joachims von Zieten, Königlich-Preußischen Generals der Kavallerie, Ritters des schwarzen Adlerordens, Chefs des Regiments der Königlichen Leibhusaren, und Erbherrn auf Wustrau. Himburg, Berlin 1797 und öfter (Digitalisat), auch Englisch und Französisch